# Nerl' (affluente del Volga)
Il Nerl' in russo Нерль?) è un fiume della Russia europea centrale (oblast' di Tver' e Jaroslavl'), affluente di destra del Volga.
Nasce nella parte meridionale della oblast' di Jaroslavl', emissario del lago Somino (collegato al lago Pleščeevo), a nord-ovest della cittadina di Pereslavl'-Zalesskij; scorre con direzione nordoccidentale senza incontrare alcun centro abitato di rilievo prima di sfociare nel Volga in corrispondenza del bacino artificiale di Uglič. Il fiume ha una lunghezza di 112 km, l'area del suo bacino è di 3 270 km².
Il Nerl', similmente agli altri fiumi della zona, è gelato da metà novembre a metà aprile.